# Баричелла
Баричелла (італ. Baricella) — муніципалітет в Італії, у регіоні Емілія-Романья,  метрополійне місто Болонья.
Баричелла розташована на відстані близько 320 км на північ від Рима, 23 км на північний схід від Болоньї.
Населення — 6931 особа (2014).

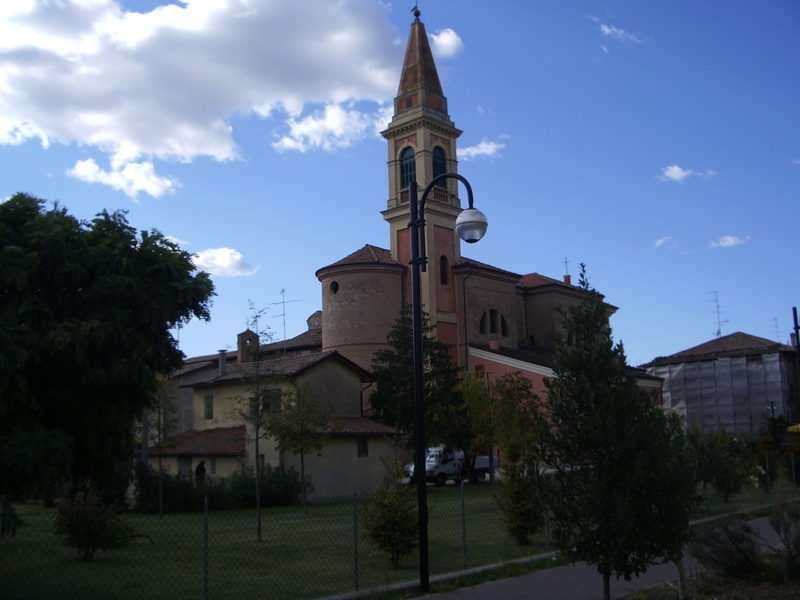

Щорічний фестиваль відбувається 8 вересня. Покровитель — natività B.V.Maria.

## Демографія
Населення за роками:

Станом на 1 січня 2023 року в муніципалітеті офіційно проживало 1035 іноземців з 45 країн, серед них 442 громадяни країн Євросоюзу та 31 громадянин України.

## Сусідні муніципалітети
- Арджента
- Будріо
- Феррара
- Малальберго
- Мінербіо
- Молінелла
- Поджо-Ренатіко